# Nicky Larson: Angel Dust
Nicky Larson : Angel Dust (劇場版シティーハンター 天使の涙, Gekijō-ban Shitī Hantā: Tenshi no Namida) est un film d'animation japonais réalisé par Kenji Kodama, sorti en 2023.

## Synopsis

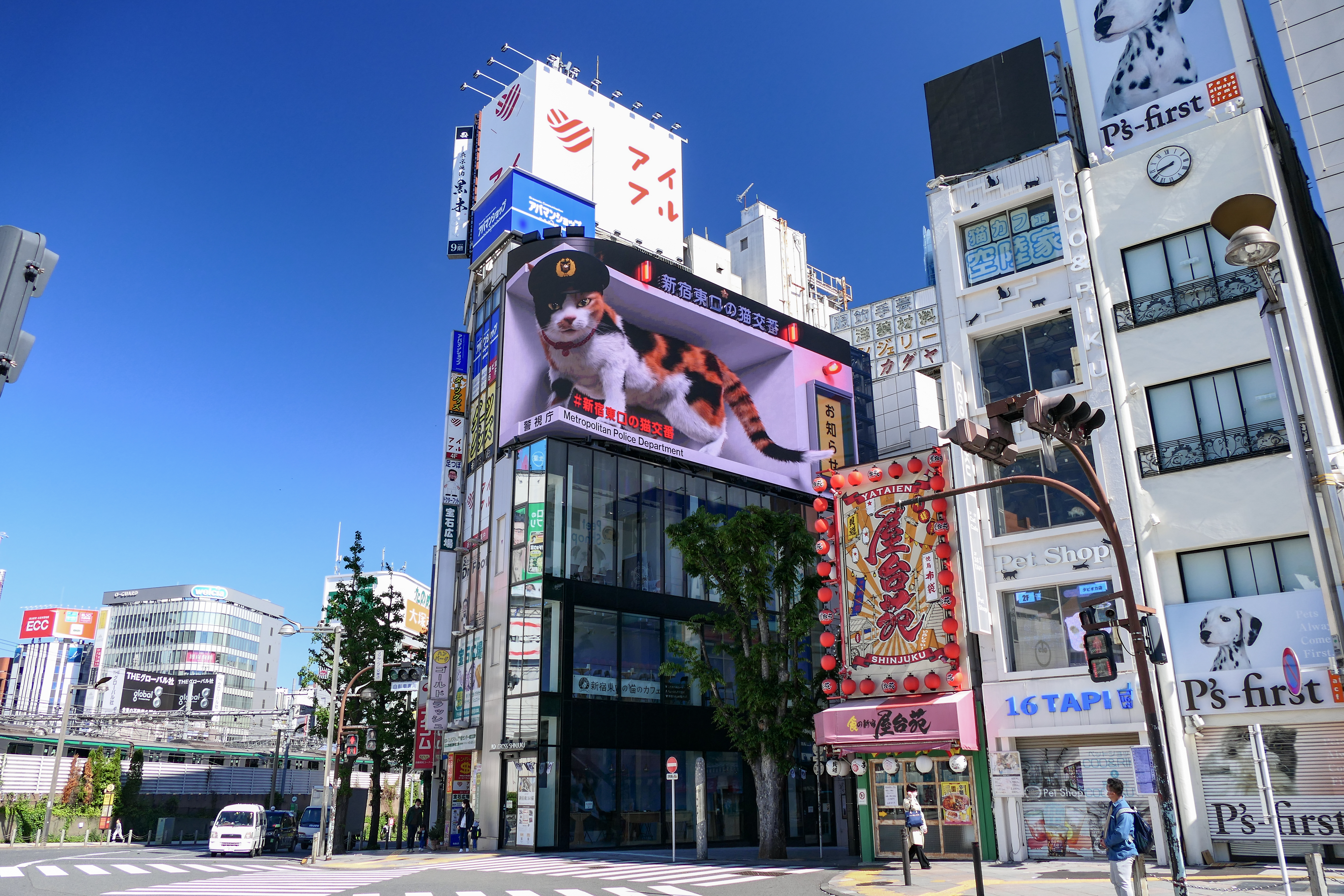
Le chat en 3D de Shinjuku Cross Vision, un des points clés du film.

Les nettoyeurs Nicky Larson et Falcon, ainsi que les sœurs Chamade (de la série Signé Cat's Eyes), font une descente dans un établissement. Nicky et Falcon distraient les gardes, tandis que les sœurs s'emparent de la cible, une œuvre d'art sans intérêt. Un assaillant masqué intervient et leur arrache la cible des mains ; dans le tableau se trouve une boîte contenant un injecteur et trois fioles de liquide bleu. L'intrus inconnu et Nicky se battent brièvement ; Nicky remarque que l'intrus utilise la même arme que lui, mais l'intrus s'échappe.
De retour à Shinjuku, la police est interrompue par Nicky, car elle a entendu parler d'un lieu impliquant le gang de la pègre Pégase rouge. Ils avaient l'intention de faire échouer la vente, mais elle a été volée. Selon eux, le liquide était de l'« ADM » ou « Angel Dust Modifié », un échantillon extrêmement rare de nanomachines destinées à créer des super-soldats. Nicky connaît déjà ces nanomachines et affirme qu'une conspiration internationale appelée Union Teope est à l'origine du Pégase rouge et de l'entreprise de biotechnologie qui a fabriqué l'ADM.
Une nouvelle cliente demande l'aide de City Hunter : Angie, une belle étrangère récemment arrivée au Japon. Elle propose une somme exorbitante pour l'aider à retrouver son chat disparu, expliquant qu'elle avait prévu de créer des vidéos sur Internet lors d'une tournée au Japon mettant en scène son chat. Laura, la partenaire de Nicky, accepte avec empressement et se lance dans la recherche inexplicablement lucrative du chat, tandis que Nicky fait surtout des tentatives perverses pour reluquer Angie et ne fait que peu d'efforts dans la chasse au chat. Il devient peu à peu évident qu'Angie cache des secrets, puisqu'elle a d'abord reconnu Nicky, qu'elle porte des traces de blessures par balles sur son corps et que son prétendu chat est une copie d'un chat virtuel utilisé dans une attraction de premier plan à Shinjuku. Des assassins inconnus se présentent pour la menacer. Angie change son histoire et demande simplement la protection de Nicky contre les assassins, mais Nicky finit par révéler qu'il savait depuis le début qu'elle était le mystérieux assaillant qui avait pris l'ADM pendant le cambriolage. Il n'est pas particulièrement gêné, cependant, et après une confrontation et un combat dans une école abandonnée, il est désireux d'aller à un rendez-vous avec elle de toute façon.
Les événements précédents et les histoires se précisent peu à peu. Le chef de l'Union Teope le major Shin Kaibara avait envoyé son équipe de trois assassins à Tokyo au début de l'histoire : Pirarucu, un homme pondéré, Espada, qui manie les couteaux, et Anonimo (alias Angie). Anonimo s'est mise à voler l'ADM pour elle-même et s'est rapprochée de Nicky, d'où l'intérêt que lui portent les autres assassins. Elle a voulu prouver que la poussière d'ange n'était pas nécessaire et qu'elle était le véritable chef-d'œuvre de Kaibara, en volant la poussière d'ange et en tuant Nicky. Nicky avait lui aussi été l'un des apprentis du major Shin Kaibara il y a longtemps, mais il avait quitté l'organisation. Presque toutes les personnes auxquelles on a injecté le type original de poussière d'ange sont mortes ; Nicky a été le seul survivant, ce qui explique en partie sa résistance et son habileté hors du commun. Pirarucu note que le major Shin Kaibara et Anonimo sont tous deux obsédés par Nicky : le major voit en lui le fils prodigue qu'il souhaite retrouver, et Anonimo veut le surpasser aux yeux de son père adoptif.
Le conflit s'intensifie dans une confrontation finale sur le front de mer entre les assassins, Nicky et ses alliés, Pégase rouge, et la police. Au cours d'une course-poursuite, les assassins volent l'ADM à Nicky et Laura. Angie et Espada se battent, mais Laura utilise un lance-roquettes emprunté à Miki qui renverse une tour industrielle, laquelle s'écrase sur Espada. Pirarucu tente de convaincre Angie de renoncer à ses projets, mais il échoue ; il meurt en protégeant Angie des balles tirées par un hélicoptère d'attaque, qu'Angie détruit avec son Colt Python après s'être mise à l'abri. Cependant, l'ADM qu'Angie avait récupéré flotte dans la rivière. Angie provoque Nicky en duel. Ils se battent, mais Nicky a le dessus. Alors qu'Angie s'apprête à céder, Shin Kaibara, qui l'observait de loin dans son bateau, tire sur Angie un coup de fusil contenant l'ADM récupéré. Les nanomachines la guérissent ; maintenant capable de suivre Nicky, le combat reprend. Angie se rend compte que l'ADM la rend folle à lier. Incapable de se tuer directement, elle décide de provoquer Nicky, le seul à pouvoir le faire. Il la tue d'un seul coup, comme il sait si bien le faire. Peu de temps après l’enterrement d'Angie, Nicky et Laura se recueillent sur sa tombe mais Shin Kaibara, le responsable de sa mort, apparait pour fleurir sa tombe mais Nicky l'en empêche en le menaçant de le tuer puis  lui demande de partir. Kaibara obéit mais il jure à son fils adoptif qu'ils se reverront.

## Production
La franchise City Hunter est largement mise en sommeil au tournant du millénaire, le dernier manga ayant été publié en 1991 et le dernier anime en 1999.  Elle revient en 2019 avec le film Nicky Larson : Private Eyes, un renouveau dont les recettes brutes de 1,5 milliard de yens sont considérées comme un succès. Un autre film City Hunter est mis au point, avec Kenji Kodama, le réalisateur original de la série télévisée, de retour en tant que directeur général et Kazuyoshi Takeuchi en tant que (co-)réalisateur.
Le film sort au Japon le 8 septembre 2023, puis en Thaïlande, à Singapour, à Hong Kong, en Indonésie, au Vietnam et en Inde. Une petite première nord-américaine a lieu en août 2024 à la Japan Society, coïncidant avec la convention Anime NYC. Une version Blu-ray et DVD sorti le 31 juillet 2024

### Musique
Taku Iwasaki est le compositeur de la musique du film. Elle sort sous la format CD intitulé City Hunter the Movie : Angel Dust - Original Soundtrack en septembre 2023. Le film contient de nouvelles chansons de TM Network, le groupe longtemps associé à l'anime. Il s'agit notamment de la chanson d'ouverture Whatever Comes, des chansons d'insertion DEVOTION, Angie, Watching Your Sky et d'une nouvelle version de Get Wild pour la fin du film. Le groupe sort un album le 14 juin 2023, avant le film, intitulé DEVOTION, ainsi qu'un single intitulé Whatever Comes.